# Audi Q5 FY
Die zweite Generation des Audi Q5 (interne Typbezeichnung FY) ist ein Mittelklasse-SUV, das zwischen 2017 und 2024 erhältlich war. Im September 2020 wurde mit dem Audi Q5 Sportback eine Variante mit Schrägheck vorgestellt.

## Modellgeschichte
Im Rahmen des Pariser Autosalon 2016 präsentierte Audi die zweite Generation des Audi Q5. Das Fahrzeug kam im Januar 2017 in den Handel.
Im Januar 2017 präsentierte Audi auf der North American International Auto Show (NAIAS) in Detroit den SQ5. Dieser übernimmt den Antrieb aus dem S4 B9 und war erstmals in Deutschland mit Ottomotor erhältlich. Im Juni 2017 kam er auf den Markt.
Im April 2018 wurde der Audi Q5L auf der Beijing Auto Show vorgestellt. Dieser hat einen um 88 mm längeren Radstand und bietet somit mehr Platz im Fond des Fahrzeugs. Der Q5L wurde ab Juli 2018 ausschließlich auf dem chinesischen Markt verkauft.

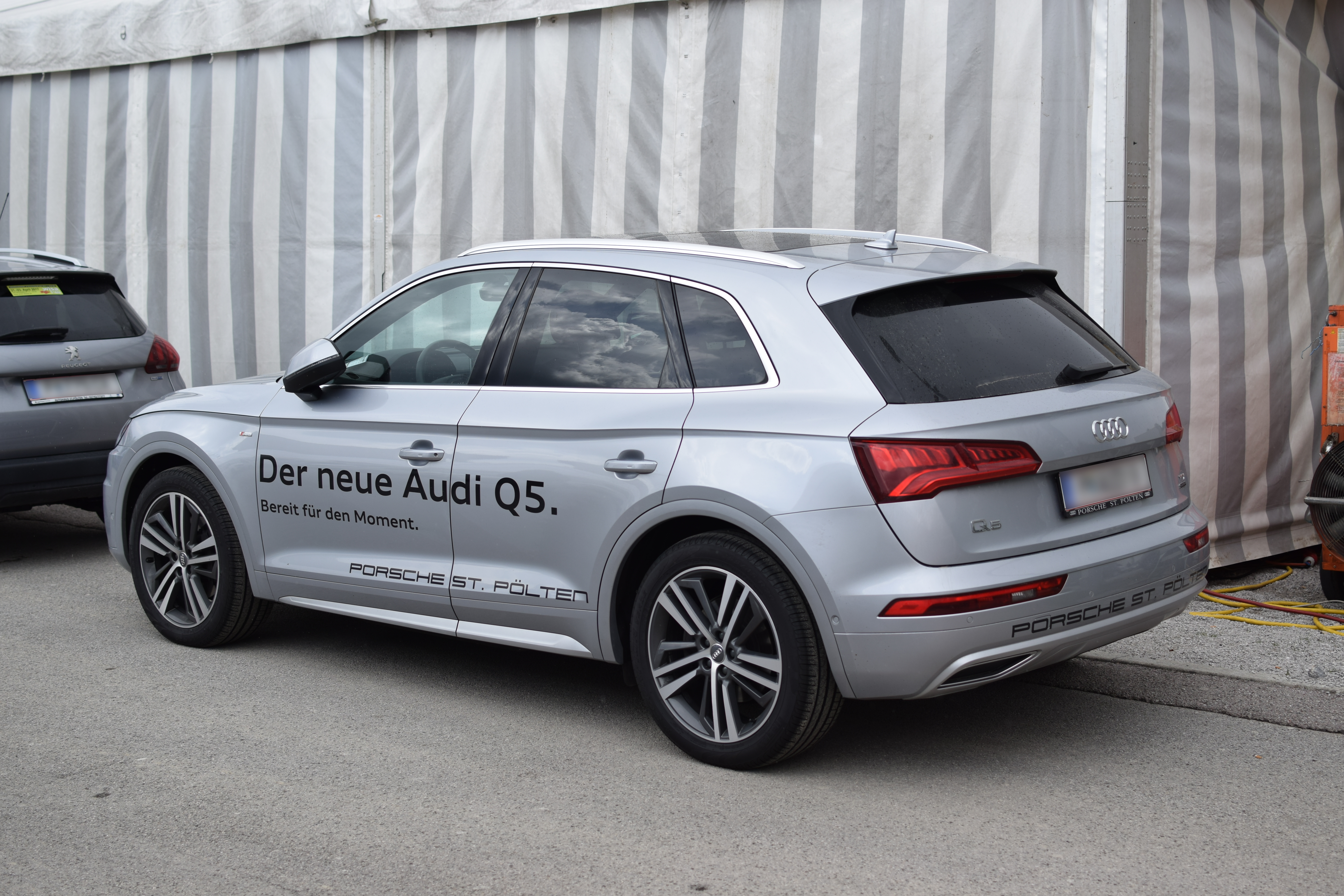
Heckansicht
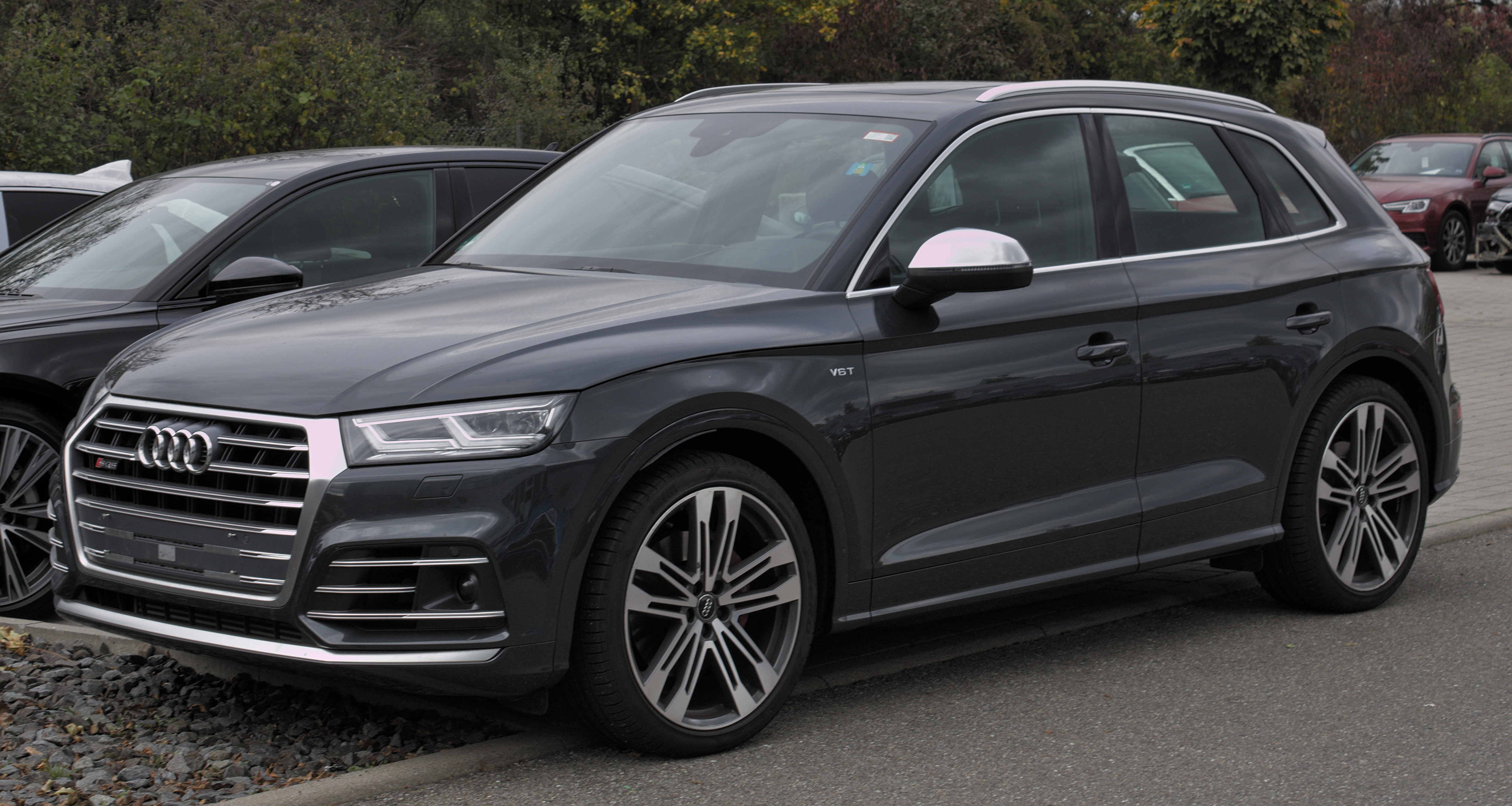
Audi SQ5 (2017–2020)
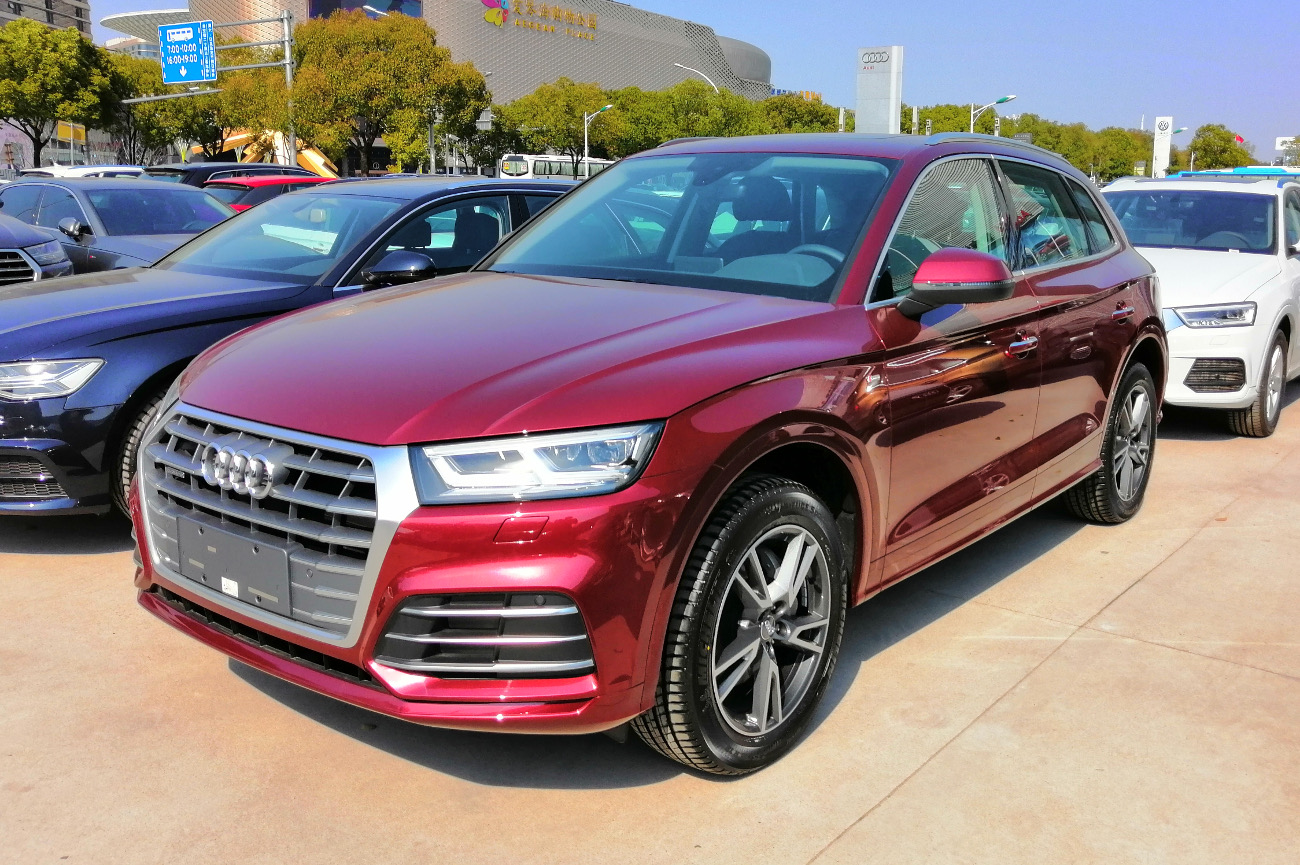
Audi Q5L (2018–2024)
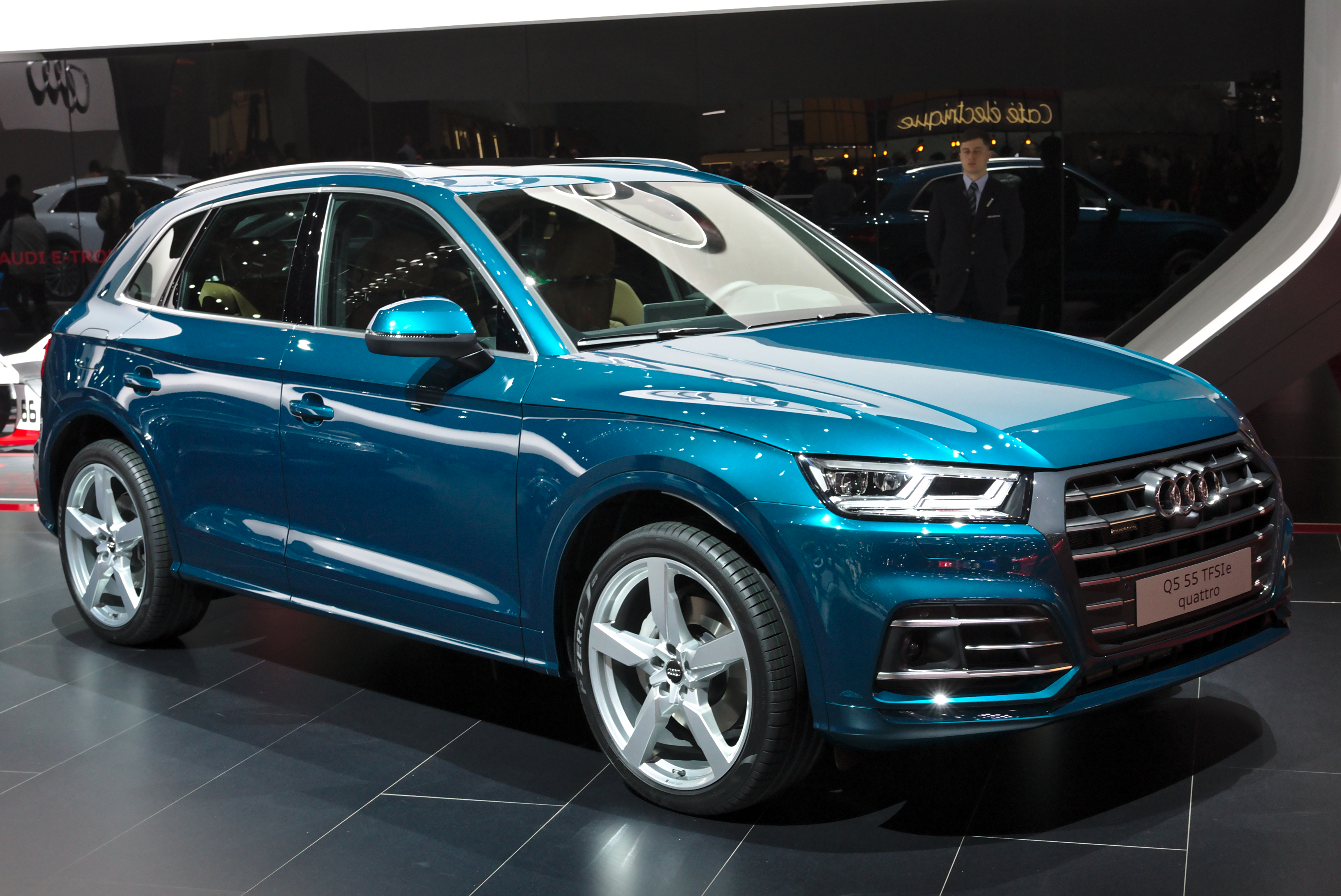
Audi Q5 55 TFSI e (2019–2020)
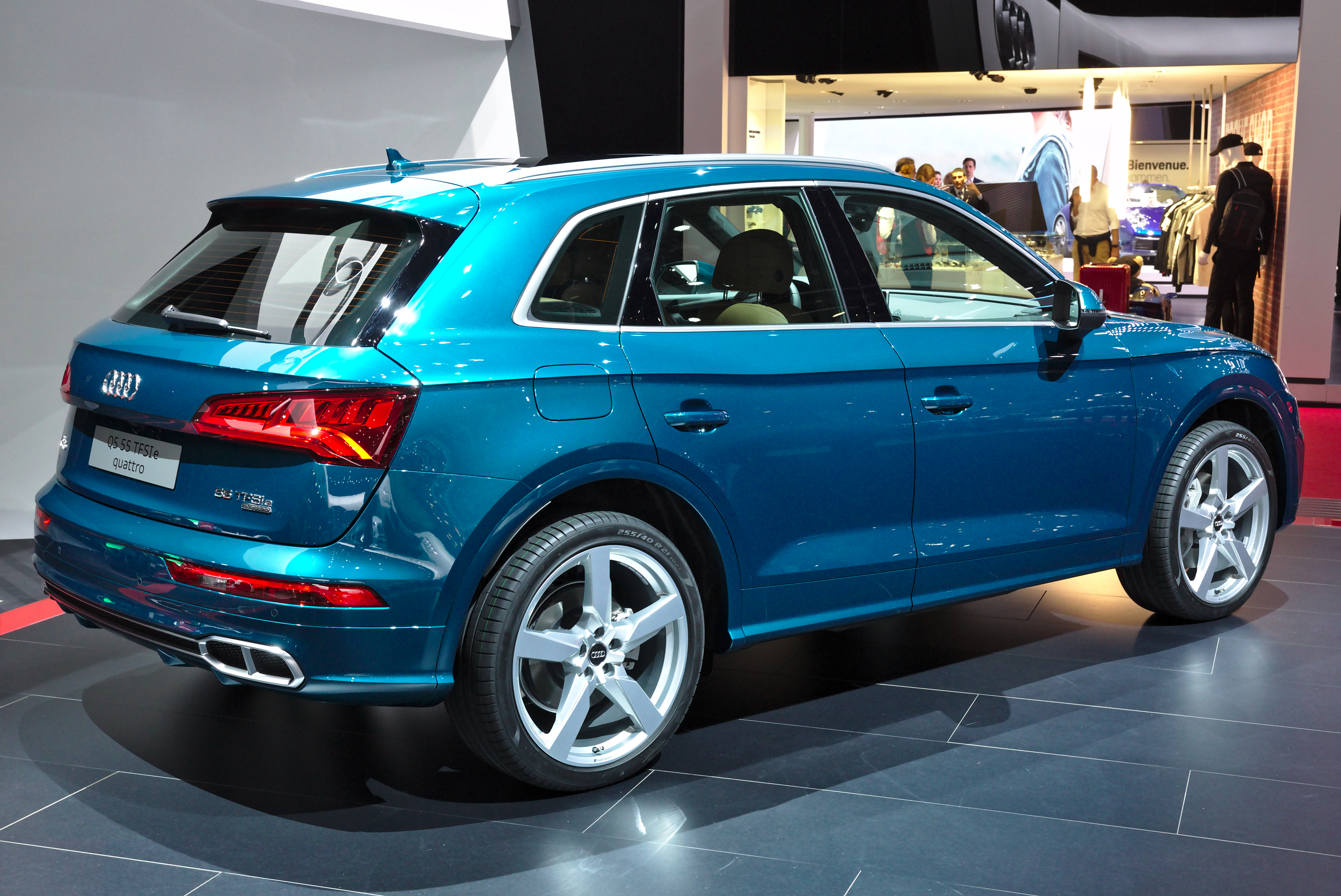
Heckansicht

### Modellpflege
Im Juni 2020 stellte der Hersteller den modellgepflegten Q5 vor, der im Herbst 2020 auf dem europäischen Markt in den Handel kam.
Sowohl die Front, als auch das Heck wurden modifiziert. Auffallend ist der überarbeitete Kühlergrill in Oktagon-Form, dieser baut nun flacher und wirkt somit breiter. Die Stoßfänger vorne und hinten wurden überarbeitet, diese sind etwas länger als beim Vorgängermodell, dadurch wächst die Länge des Fahrzeuges um 19 Millimeter, auf 4,68 Meter. Des Weiteren änderte der Hersteller die Front- und Heckleuchten. Die Tagfahr-LED-Lichter innerhalb des Scheinwerfers sind nun hoch gesetzt. Die Rückleuchten (LED, optional OLED-Leuchten) wurden ebenfalls modifiziert und lassen sich optional mit verschiedenen Lichtsignaturen ordern.
Im Zuge der Modellpflege wurden auch leistungsgesteigerte Motoren angeboten. Der 40 TDI leistet 150 kW (204 PS) und wird durch einen sogenannten Riemen-Starter-Generator unterstützt. Das Mild-Hybridsystem soll laut Hersteller 0,3 Liter Diesel auf 100 Kilometer einsparen. Es folgten zwei neue Vierzylinder-Dieselmotoren.
Am 26. September 2020 wurde mit dem Q5 Sportback eine Karosserievariante mit flacher auslaufendem Dach auf Basis der modellgepflegten Version vorgestellt. Sie kam im ersten Halbjahr 2021 auf den Markt.

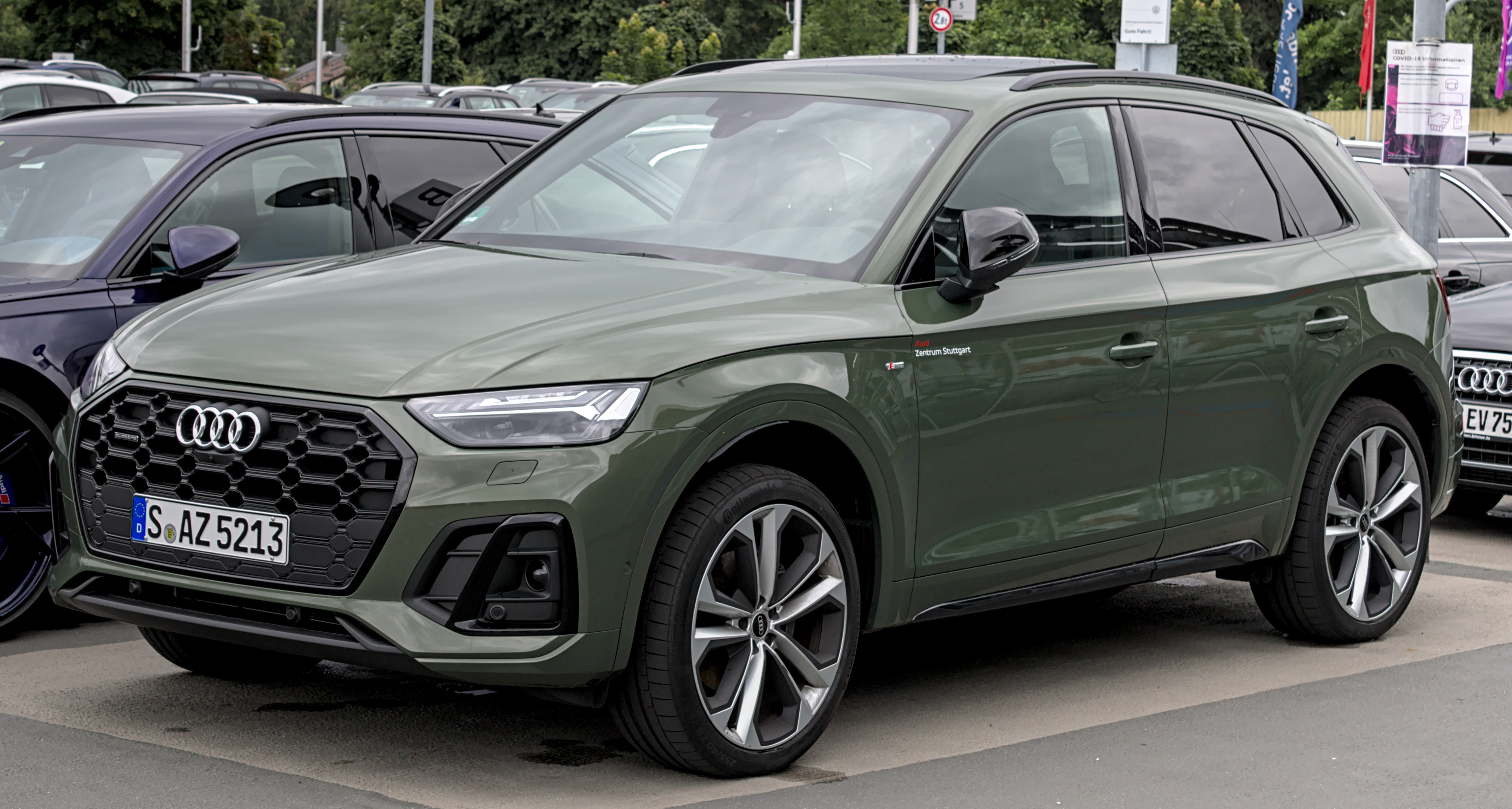
Audi Q5 (2020–2024)
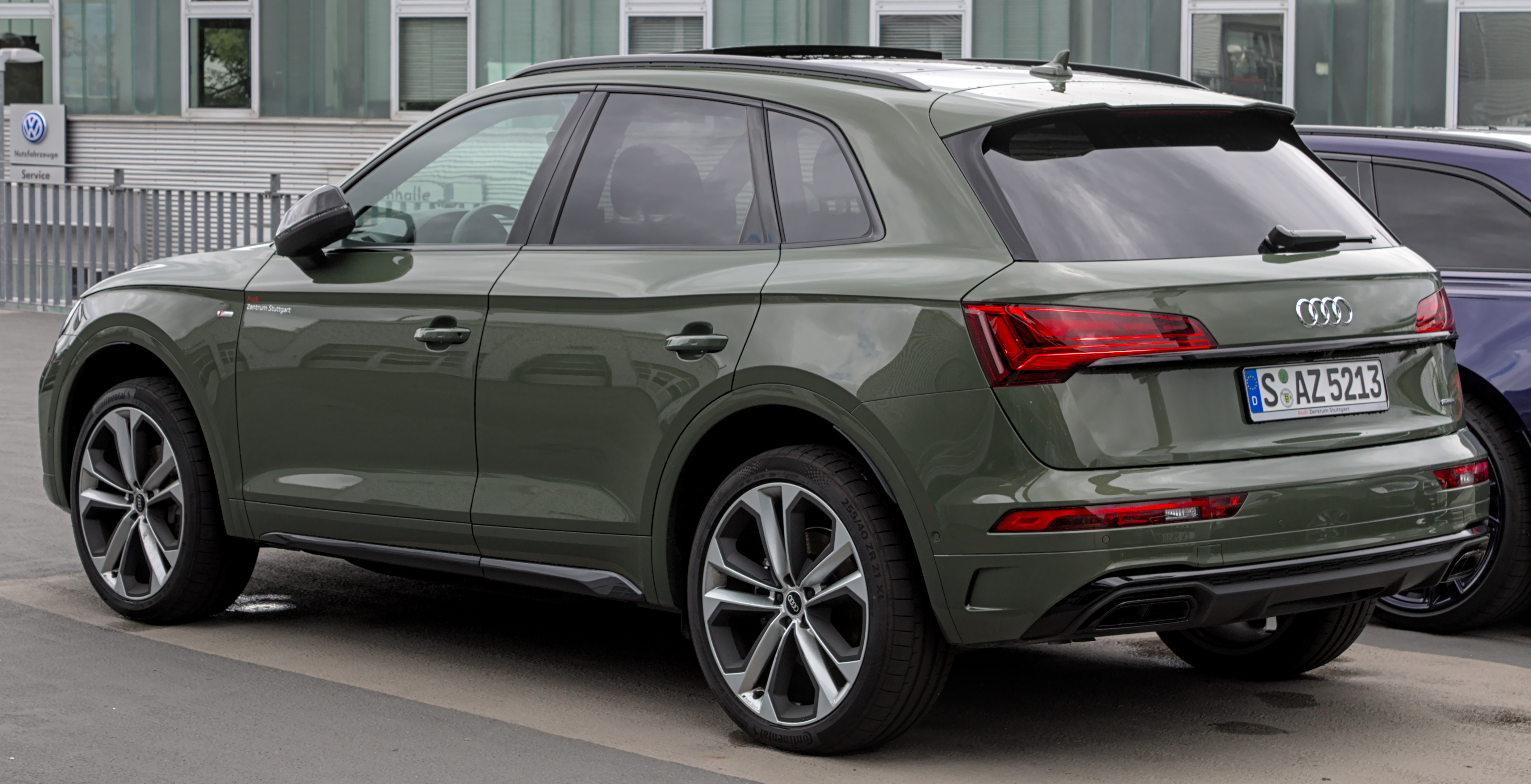
Heckansicht
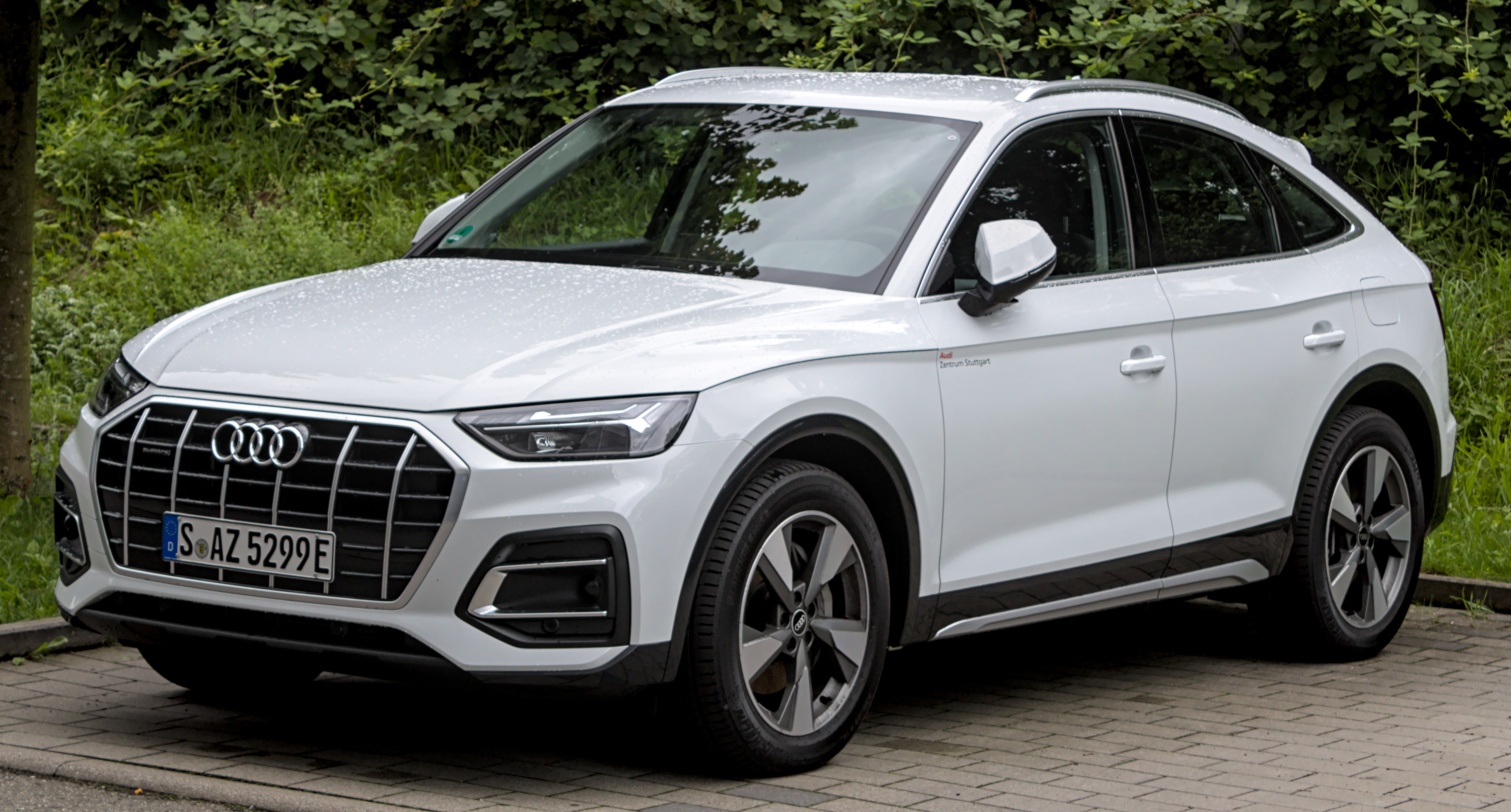
Audi Q5 Sportback (2021–2024)
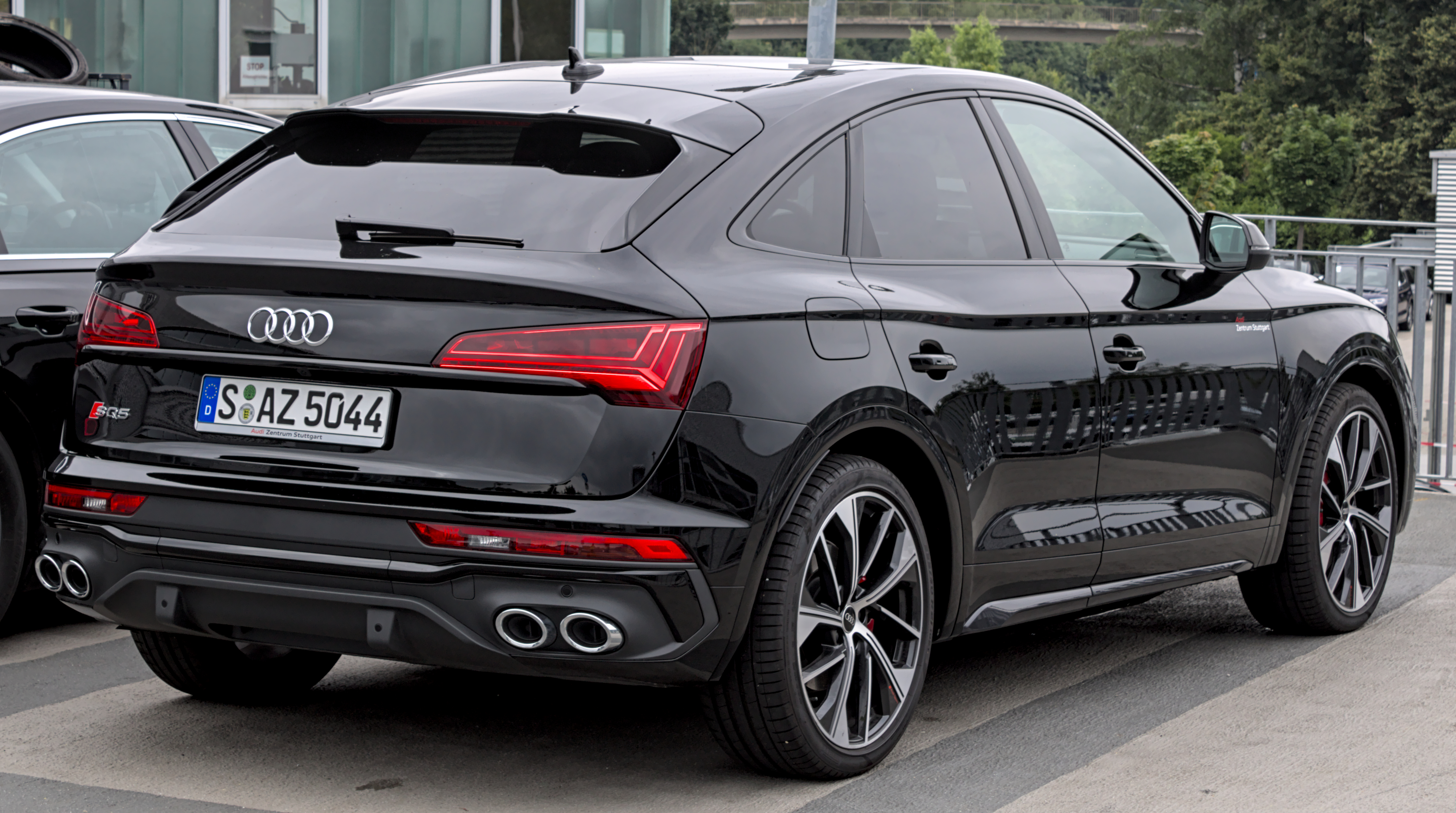
Audi SQ5 Sportback (2021–2024)

## Technik und Produktion
Diese Version wurde in einem neu errichteten Werk in Mexiko (San José Chiapa) gebaut. Wie das Vorgängermodell baut das Fahrzeug auf dem modularen Längsbaukasten (MLB) auf, allerdings kommt hier schon die 2. Generation zum Tragen, der MLB evo. Zum Marktstart standen ein Ottomotor mit einer maximalen Leistung von 185 kW (252 PS) sowie ein Dieselmotor in zwei Leistungsstufen zur Auswahl. Vorerst gab es den Q5 nur mit Allradantrieb, für den leistungsschwächsten Dieselmotor folgte später auch Vorderradantrieb.

### Sicherheit
Beim 2017 durchgeführten Euro-NCAP-Crashtest wurde das Fahrzeug mit fünf Sternen bewertet, beim im selben Jahr durch NHTSA durchgeführten US-NCAP-Crashtest ist die Bewertung ebenso fünf Sterne.

## Technische Daten

### Bis NEFZ-Fahrzyklus 2018
|                                            | 2.0 TFSI (1)             | 2.0 TFSI                  | SQ5 TFSI                  | 2.0 TDI                    | 2.0 TDI                    | 2.0 TDI                    | 3.0 TDI                    |
| ------------------------------------------ | ------------------------ | ------------------------- | ------------------------- | -------------------------- | -------------------------- | -------------------------- | -------------------------- |
| Bestellzeitraum                            | 07/2018–08/2018          | 01/2017–04/2018           | 06/2017–07/2020 (2)       | 02/2017–04/2018            | 01/2017–08/2018            | 01/2017–04/2018            | 09/2017–08/2018            |
| Motorkennbuchstabe                         |                          | DAXB                      | CWGD                      | DEUA                       | DETB                       | DETA                       | DCPC                       |
| Motorbaureihe                              | VW EA888                 | VW EA888                  | VW EA839                  | VW EA288                   | VW EA288                   | VW EA288                   | VW EA897evo2               |
| Motorart                                   | Ottomotor                | Ottomotor                 | Ottomotor                 | Dieselmotor                | Dieselmotor                | Dieselmotor                | Dieselmotor                |
| Motorbauart                                | Reihenbauart             | Reihenbauart              | V-Bauart                  | Reihenbauart               | Reihenbauart               | Reihenbauart               | V-Bauart                   |
| Motoraufladung                             | Turbolader               | Turbolader                | Turbolader                | Turbolader                 | Turbolader                 | Turbolader                 | VTG-Turbolader             |
| Gemischaufbereitung                        | Benzindirekteinspritzung | Benzindirekteinspritzung  | Benzindirekteinspritzung  | Common-Rail-Einspritzung   | Common-Rail-Einspritzung   | Common-Rail-Einspritzung   | Common-Rail-Einspritzung   |
| Zylinder/Ventile                           | 4/16                     | 4/16                      | 6/24                      | 4/16                       | 4/16                       | 4/16                       | 6/24                       |
| Hubraum                                    | 1984 cm³                 | 1984 cm³                  | 2995 cm³                  | 1968 cm³                   | 1968 cm³                   | 1968 cm³                   | 2967 cm³                   |
| max. Leistung bei min−1                    | 140 kW (190 PS)          | 185 kW (252 PS)/5000–6000 | 260 kW (354 PS)/5400–6400 | 110 kW (150 PS)/ 3250–4200 | 120 kW (163 PS)/ 3000–4200 | 140 kW (190 PS)/ 3800–4200 | 210 kW (286 PS)/ 3750–4000 |
| max. Drehmoment bei min−1                  | 320 Nm                   | 370 Nm/1600–4500          | 500 Nm/1370–4500          | 320 Nm/ 1500–3250          | 400 Nm/ 1750–2750          | 400 Nm/ 1750–3000          | 620 Nm/ 1500–3000          |
| Antriebsart, Serie                         | Allradantrieb            | Allradantrieb             | Allradantrieb             | Vorderradantrieb           | Allradantrieb              | Allradantrieb              | Allradantrieb              |
| Antriebsart, Option                        | —                        | —                         | —                         | —                          | —                          | —                          | —                          |
| Getriebe, Serie                            | 7-Gang-S tronic          | 7-Gang-S tronic           | 8-Gang-tiptronic          | 6-Gang-Schaltgetriebe      | 7-Gang-S tronic            | 6-Gang-Schaltgetriebe      | 8-Gang-tiptronic           |
| Getriebe, Option                           | —                        | —                         | —                         | —                          | —                          | 7-Gang-S tronic            | —                          |
| Leergewicht                                | 1840 kg                  | 1795 kg                   | 1945 kg                   | 1735 kg                    | 1845 kg                    | 1820–1845 kg               | 1945 kg                    |
| max. Zuladung                              | 585 kg                   | 605 kg                    | 555 kg                    | 585 kg                     | 595 kg                     | 595 kg                     | 605 kg                     |
| max. Anhängelast                           |                          | 2400 kg                   | 2400 kg                   | 2000 kg                    | 2400 kg                    | 2400 kg                    | 2400 kg                    |
| Beschleunigung, 0–100 km/h                 | 8,6 s                    | 6,3 s                     | 5,4 s                     | 9,7 s                      | 8,9 s                      | 7,6–7,9 s                  | 5,8 s                      |
| Höchstgeschwindigkeit                      | 210 km/h                 | 237 km/h                  | 250 km/h                  | 206 km/h                   | 211 km/h                   | 218–223 km/h               | 237 km/h                   |
| Kraftstoffverbrauch auf 100 km, kombiniert | 6,9 l Super              | 6,8–7,2 l Super           | 8,3–8,5 l Super           | 4,5–4,8 l Diesel           | 4,9–5,3 l Diesel           | 4,9–5,3 l Diesel           | 5,7–6,2 l Diesel           |
| CO2-Emission                               | 164 g/km                 | 154–164 g/km              | 189–195 g/km              | 117–127 g/km               | 129–138 g/km               | 129–139 g/km               | 149–162 g/km               |
| Abgasnachbehandlung, PM                    | –                        | –                         | –                         | Dieselrußpartikelfilter    | Dieselrußpartikelfilter    | Dieselrußpartikelfilter    | Dieselrußpartikelfilter    |
| Abgasnachbehandlung, NOX                   | –                        | –                         | –                         | SCR-Katalysator            | SCR-Katalysator            | SCR-Katalysator            | SCR-Katalysator            |
| Abgasnorm nach EU-Klassifikation           | –                        | Euro 6                    | Euro 6                    | Euro 6                     | Euro 6                     | Euro 6                     | Euro 6                     |

### Ab WLTP-Fahrzyklus 2018
|                                            | 45 TFSI                   | 50 TFSI e                                        | 55 TFSI e                                        | 35 TDI                    | 40 TDI                    | 40 TDI                    | 45 TDI                    | 50 TDI                    | SQ5 TDI                                 |
| ------------------------------------------ | ------------------------- | ------------------------------------------------ | ------------------------------------------------ | ------------------------- | ------------------------- | ------------------------- | ------------------------- | ------------------------- | --------------------------------------- |
| Bauzeitraum                                | 01/2019–08/2020           | 07/2019–09/2020                                  | 05/2019–09/2020                                  | 08/2018–07/2020           | 08/2018–07/2020           | 11/2019–07/2020           | 02/2019–07/2020           | 02/2019–07/2020           | 05/2019–07/2020                         |
| Motorkennbuchstaben                        | DNPA                      |                                                  | DLGA                                             |                           |                           |                           |                           |                           |                                         |
| Motorbaureihe                              | VW EA888                  | VW EA888                                         | VW EA888                                         | VW EA288evo               | VW EA288evo               | VW EA288evo               | VW EA897evo2              | VW EA897evo2              | VW EA897evo2                            |
| Motorart                                   | Ottomotor                 | Ottomotor + Elektromotor                         | Ottomotor + Elektromotor                         | Dieselmotor               | Dieselmotor               | Dieselmotor               | Dieselmotor               | Dieselmotor               | Dieselmotor                             |
| Motorbauart                                | Reihenbauart              | Reihenbauart + permanenterregte Synchronmaschine | Reihenbauart + permanenterregte Synchronmaschine | Reihenbauart              | Reihenbauart              | Reihenbauart              | V-Bauart                  | V-Bauart                  | V-Bauart                                |
| Motoraufladung                             | Turbolader                | Turbolader                                       | Turbolader                                       | Turbolader                | Turbolader                | Turbolader                | VTG-Turbolader            | VTG-Turbolader            | VTG-Turbolader, elektrischer Verdichter |
| Gemischaufbereitung                        | Benzindirekteinspritzung  | Benzindirekteinspritzung                         | Benzindirekteinspritzung                         | Common-Rail-Einspritzung  | Common-Rail-Einspritzung  | Common-Rail-Einspritzung  | Common-Rail-Einspritzung  | Common-Rail-Einspritzung  | Common-Rail-Einspritzung                |
| Zylinder/Ventile                           | 4/16                      | 4/16                                             | 4/16                                             | 4/16                      | 4/16                      | 4/16                      | 6/24                      | 6/24                      | 6/24                                    |
| Hubraum                                    | 1984 cm³                  | 1984 cm³                                         | 1984 cm³                                         | 1968 cm³                  | 1968 cm³                  | 1968 cm³                  | 2967 cm³                  | 2967 cm³                  | 2967 cm³                                |
| max. Leistung bei min−1                    | 180 kW (245 PS)/5000–6500 | 220 kW (299 PS)/5000–6000                        | 270 kW (367 PS)/5000–6000                        | 120 kW (163 PS)/3000–4200 | 140 kW (190 PS)/3800–4200 | 150 kW (204 PS)/3800–4200 | 170 kW (231 PS)/3250–4750 | 210 kW (286 PS)/3500–4000 | 255 kW (347 PS)/3850                    |
| max. Drehmoment bei min−1                  | 370 Nm/1600–4300          | 370 Nm/1600–4500                                 | 500 Nm/1600-4500                                 | 400 Nm/1750–2750          | 400 Nm/1750–3000          | 400 Nm/1750–3000          | 500 Nm/1750–3250          | 620 Nm/2250–3000          | 700 Nm/2500–3100                        |
| Antriebsart, Serie                         | Allradantrieb             | Allradantrieb                                    | Allradantrieb                                    | Vorderradantrieb          | Allradantrieb             | Allradantrieb             | Allradantrieb             | Allradantrieb             | Allradantrieb                           |
| Antriebsart, Option                        | —                         | —                                                | —                                                | Allradantrieb             | —                         | —                         | —                         | —                         | —                                       |
| Getriebe, Serie                            | 7-Gang-S tronic           | 7-Gang-S tronic                                  | 7-Gang-S tronic                                  | 7-Gang-S tronic           | 6-Gang-Schaltgetriebe     | 7-Gang-S tronic           | 8-Gang-tiptronic (ZF 8HP) | 8-Gang-tiptronic (ZF 8HP) | 8-Gang-tiptronic (ZF 8HP)               |
| Getriebe, Option                           | —                         | —                                                | —                                                | —                         | 7-Gang-S tronic (1)       | —                         | —                         | —                         | —                                       |
| Leergewicht                                | 1825 kg                   | 2105 kg                                          | 2105 kg                                          | 1845 kg                   | 1820–1845 kg              | 1865 kg                   | 1945 kg                   | 1945 kg                   | 2055 kg                                 |
| max. Zuladung                              | 610 kg                    | 515 kg                                           | 515 kg                                           | 630 kg                    | 610–630 kg                | 610 kg                    | 620 kg                    | 620 kg                    | 570 kg                                  |
| max. Anhängelast                           | 2400 kg                   | 1750 kg                                          | 1750 kg                                          | 2400 kg                   | 2400 kg                   | 2400 kg                   | 2400 kg                   | 2400 kg                   | 2400 kg                                 |
| Beschleunigung, 0–100 km/h                 | 6,4 s                     | 6,1 s                                            | 5,3 s                                            | 9,1 s                     | 7,6–8,1 s                 | 7,6 s                     | 6,7 s                     | 5,9 s                     | 5,1 s                                   |
| Höchstgeschwindigkeit                      | 237 km/h                  | 239 km/h                                         | 239 km/h                                         | 211 km/h                  | 218–223 km/h              | 222 km/h                  | 228 km/h                  | 237 km/h                  | 250 km/h                                |
| Kraftstoffverbrauch auf 100 km, kombiniert | 8,3–9,3 l Super           | 2,2–2,6 l Super                                  | 2,1–2,6 l Super                                  | 7,1–7,8 l Diesel          | 7,0–7,9 l Diesel          | 6,3–7,2 l Diesel          | 8,0–8,5 l Diesel          | 8,1–8,6 l Diesel          | 8,2 l Diesel                            |
| elektrische Reichweite, kombiniert         | —                         | 41–45 km                                         | 42–45 km                                         | —                         | —                         | —                         | —                         | —                         | —                                       |
| CO2-Emission                               | 187– 211 g/km             | 50–59 g/km                                       | 49–58 g/km                                       | 185–204 g/km              | 184–204 g/km              | 164–188 g/km              | 208–223 g/km              | 212–225 g/km              | 213 g/km                                |
| Abgasnachbehandlung, PM                    | Ottopartikelfilter        | Ottopartikelfilter                               | Ottopartikelfilter                               | Dieselrußpartikelfilter   | Dieselrußpartikelfilter   | Dieselrußpartikelfilter   | Dieselrußpartikelfilter   | Dieselrußpartikelfilter   | Dieselrußpartikelfilter                 |
| Abgasnachbehandlung, NOX                   | —                         | —                                                | —                                                | SCR-Katalysator           | SCR-Katalysator           | SCR-Katalysator           | SCR-Katalysator           | SCR-Katalysator           | SCR-Katalysator                         |
| Abgasnorm nach EU-Klassifikation           | Euro 6d-TEMP-EVAP-ISC     | Euro 6d-TEMP-EVAP-ISC                            | Euro 6d-TEMP-EVAP-ISC                            | Euro 6d-TEMP-EVAP-ISC     | Euro 6d-TEMP-EVAP-ISC     | Euro 6d-TEMP-EVAP-ISC     | Euro 6d-TEMP-EVAP-ISC     | Euro 6d-TEMP-EVAP-ISC     | Euro 6d-TEMP-EVAP-ISC                   |

### Facelift 2021
|                                                  | 40 TFSI                   | 40 TFSI                   | 45 TFSI                   | 45 TFSI                   | 50 TFSI e                                        | 50 TFSI e                                        | 55 TFSI e                                        | 55 TFSI e                                        | SQ5 TFSI (1)              | 35 TDI                    | 35 TDI                    | 40 TDI                    | 40 TDI                    | 50 TDI                    | 50 TDI                    | SQ5 TDI                                 | SQ5 TDI                                 |
| ------------------------------------------------ | ------------------------- | ------------------------- | ------------------------- | ------------------------- | ------------------------------------------------ | ------------------------------------------------ | ------------------------------------------------ | ------------------------------------------------ | ------------------------- | ------------------------- | ------------------------- | ------------------------- | ------------------------- | ------------------------- | ------------------------- | --------------------------------------- | --------------------------------------- |
| Bauzeitraum                                      | 12/2021–11/2023           | 11/2023–09/2024           | 09/2020–11/2023           | 11/2023–09/2024           | 02/2021–11/2023                                  | 11/2023–09/2024                                  | 02/2021–11/2023                                  | 11/2023–09/2024                                  |                           | 09/2020–11/2023           | 11/2023–09/2024           | 09/2020–11/2023           | 11/2023–09/2024           | 10/2020–04/2023           | 04/2024–09/2024           | 11/2020–11/2023                         | 11/2023–09/2024                         |
| Motorkennbuchstaben                              |                           |                           |                           |                           |                                                  |                                                  |                                                  |                                                  |                           |                           |                           |                           |                           |                           |                           |                                         |                                         |
| Motorbaureihe                                    | VW EA888evo4              | VW EA888evo4              | VW EA888evo4              | VW EA888evo4              | VW EA888evo4                                     | VW EA888evo4                                     | VW EA888evo4                                     | VW EA888evo4                                     | VW EA839                  | VW EA288evo               | VW EA288evo               | VW EA288evo               | VW EA288evo               | VW EA897evo3              | VW EA897evo3              | VW EA897evo3                            | VW EA897evo3                            |
| Motorart                                         | Ottomotor                 | Ottomotor                 | Ottomotor                 | Ottomotor                 | Ottomotor + Elektromotor                         | Ottomotor + Elektromotor                         | Ottomotor + Elektromotor                         | Ottomotor + Elektromotor                         | Ottomotor                 | Dieselmotor               | Dieselmotor               | Dieselmotor               | Dieselmotor               | Dieselmotor               | Dieselmotor               | Dieselmotor                             | Dieselmotor                             |
| Motorbauart                                      | Reihenbauart              | Reihenbauart              | Reihenbauart              | Reihenbauart              | Reihenbauart + permanenterregte Synchronmaschine | Reihenbauart + permanenterregte Synchronmaschine | Reihenbauart + permanenterregte Synchronmaschine | Reihenbauart + permanenterregte Synchronmaschine | V-Bauart                  | Reihenbauart              | Reihenbauart              | Reihenbauart              | Reihenbauart              | V-Bauart                  | V-Bauart                  | V-Bauart                                | V-Bauart                                |
| Motoraufladung                                   | Turbolader                | Turbolader                | Turbolader                | Turbolader                | Turbolader                                       | Turbolader                                       | Turbolader                                       | Turbolader                                       | Turbolader                | Turbolader                | Turbolader                | Turbolader                | Turbolader                | VTG-Turbolader            | VTG-Turbolader            | VTG-Turbolader, elektrischer Verdichter | VTG-Turbolader, elektrischer Verdichter |
| Bordnetz                                         | 12 Volt MHEV              | 12 Volt MHEV              | 12 Volt MHEV              | 12 Volt MHEV              | —                                                | —                                                | —                                                | —                                                | 48 Volt MHEV              | 12 Volt MHEV              | 12 Volt MHEV              | 12 Volt MHEV              | 12 Volt MHEV              | 48 Volt MHEV              | 48 Volt MHEV              | 48 Volt MHEV                            | 48 Volt MHEV                            |
| Gemischaufbereitung                              | Benzindirekteinspritzung  | Benzindirekteinspritzung  | Benzindirekteinspritzung  | Benzindirekteinspritzung  | Benzindirekteinspritzung                         | Benzindirekteinspritzung                         | Benzindirekteinspritzung                         | Benzindirekteinspritzung                         | Benzindirekteinspritzung  | Common-Rail-Einspritzung  | Common-Rail-Einspritzung  | Common-Rail-Einspritzung  | Common-Rail-Einspritzung  | Common-Rail-Einspritzung  | Common-Rail-Einspritzung  | Common-Rail-Einspritzung                | Common-Rail-Einspritzung                |
| Zylinder/Ventile                                 | 4/16                      | 4/16                      | 4/16                      | 4/16                      | 4/16                                             | 4/16                                             | 4/16                                             | 4/16                                             |                           | 4/16                      | 4/16                      | 4/16                      | 4/16                      | 6/24                      | 6/24                      | 6/24                                    | 6/24                                    |
| Hubraum                                          | 1984 cm³                  | 1984 cm³                  | 1984 cm³                  | 1984 cm³                  | 1984 cm³                                         | 1984 cm³                                         | 1984 cm³                                         | 1984 cm³                                         |                           | 1968 cm³                  | 1968 cm³                  | 1968 cm³                  | 1968 cm³                  | 2967 cm³                  | 2967 cm³                  | 2967 cm³                                | 2967 cm³                                |
| max. Leistung bei min−1, Verbrennungsmotor       | 150 kW (204 PS)/4475–6000 | 150 kW (204 PS)/4475–6000 | 195 kW (265 PS)/5250–6500 | 195 kW (265 PS)/5250–6500 | 195 kW (265 PS)/5250–6500                        | 195 kW (265 PS)/5250–6500                        | 195 kW (265 PS)/5250–6500                        | 195 kW (265 PS)/5250–6500                        | 256 kW (349 PS)/5400-6400 | 120 kW (163 PS)/3250–4200 | 120 kW (163 PS)/3250–4200 | 150 kW (204 PS)/3800–4200 | 150 kW (204 PS)/3800–4200 | 210 kW (286 PS)/3500–4000 | 210 kW (286 PS)/3500–4000 | 251 kW (341 PS)/3800–3950               | 251 kW (341 PS)/3800–3950               |
| max. Leistung, Elektromotor (Peak)               | —                         | —                         | —                         | —                         | 105 kW (143 PS)                                  | 105 kW (143 PS)                                  | 105 kW (143 PS)                                  | 105 kW (143 PS)                                  | —                         | —                         | —                         | —                         | —                         | —                         | —                         | —                                       | —                                       |
| Dauerleistung Elektromotor                       | —                         | —                         | —                         | —                         | 55 kW (75 PS)                                    | 55 kW (75 PS)                                    | 55 kW (75 PS)                                    | 55 kW (75 PS)                                    | —                         | —                         | —                         | —                         | —                         | —                         | —                         | —                                       | —                                       |
| max. Systemleistung                              | —                         | —                         | —                         | —                         | 220 kW (299 PS)                                  | 220 kW (299 PS)                                  | 270 kW (367 PS)                                  | 270 kW (367 PS)                                  | —                         | —                         | —                         | —                         | —                         | —                         | —                         | —                                       | —                                       |
| max. Drehmoment bei min−1, Verbrennungsmotor     | 320 Nm/1450–4375          | 320 Nm/1450–4375          | 370 Nm/1600–4500          | 370 Nm/1600–4500          | 370 Nm/1600–4500                                 | 370 Nm/1600–4500                                 | 370 Nm/1600–4500                                 | 370 Nm/1600–4500                                 | 500 Nm/1400–4500          | 370 Nm/1500–3500          | 370 Nm/1500–3500          | 400 Nm/1750–3250          | 400 Nm/1750–3250          | 620 Nm/1750–3000          | 620 Nm/1750–3000          | 700 Nm/1750–3250                        | 700 Nm/1750–3250                        |
| max. Drehmoment, Elektromotor                    | —                         | —                         | —                         | —                         | 350 Nm                                           | 350 Nm                                           | 350 Nm                                           | 350 Nm                                           | —                         | —                         | —                         | —                         | —                         | —                         | —                         | —                                       | —                                       |
| max. Systemdrehmoment                            | —                         | —                         | —                         | —                         | 450 Nm                                           | 450 Nm                                           | 500 Nm                                           | 500 Nm                                           | —                         | —                         | —                         | —                         | —                         | —                         | —                         | —                                       | —                                       |
| Antriebsart, Serie                               | Allradantrieb             | Allradantrieb             | Allradantrieb             | Allradantrieb             | Allradantrieb                                    | Allradantrieb                                    | Allradantrieb                                    | Allradantrieb                                    | Allradantrieb             | Vorderradantrieb          | Vorderradantrieb          | Allradantrieb             | Allradantrieb             | Allradantrieb             | Allradantrieb             | Allradantrieb                           | Allradantrieb                           |
| Antriebsart, Option                              | —                         | —                         | —                         | —                         | —                                                | —                                                | —                                                | —                                                | —                         | —                         | —                         | —                         | —                         | —                         | —                         | —                                       | —                                       |
| Getriebe, Serie                                  | 7-Gang-S tronic           | 7-Gang-S tronic           | 7-Gang-S tronic           | 7-Gang-S tronic           | 7-Gang-S tronic                                  | 7-Gang-S tronic                                  | 7-Gang-S tronic                                  | 7-Gang-S tronic                                  | 8-Gang-tiptronic          | 7-Gang-S tronic           | 7-Gang-S tronic           | 7-Gang-S tronic           | 7-Gang-S tronic           | 8-Gang-tiptronic (ZF 8HP) | 8-Gang-tiptronic (ZF 8HP) | 8-Gang-tiptronic (ZF 8HP)               | 8-Gang-tiptronic (ZF 8HP)               |
| Getriebe, Option                                 | —                         | —                         | —                         | —                         | —                                                | —                                                | —                                                | —                                                | —                         | —                         | —                         | —                         | —                         | —                         | —                         | —                                       | —                                       |
| Leergewicht                                      | 1830 kg                   | 1830 kg                   | 1835 kg                   | 1835 kg                   | 2150 kg                                          | 2150 kg                                          | 2150 kg                                          | 2150 kg                                          |                           | 1810 kg                   | 1815 kg                   | 1880 kg                   | 1880 kg                   | 2010 kg                   | 2010 kg                   | 2085 kg                                 | 2085 kg                                 |
| max. Zuladung                                    | 610 kg                    | 610 kg                    | 610 kg                    | 610 kg                    | 510 kg                                           | 510 kg                                           | 510 kg                                           | 510 kg                                           |                           | 610 kg                    | 605 kg                    | 630 kg                    | 630 kg                    | 635 kg                    | 635 kg                    | 575 kg                                  | 575 kg                                  |
| max. Anhängelast                                 | 2400 kg                   | 2400 kg                   | 2400 kg                   | 2400 kg                   | 2000 kg                                          | 2000 kg                                          | 2000 kg                                          | 2000 kg                                          |                           | 2000 kg                   | 2000 kg                   | 2400 kg                   | 2400 kg                   | 2400 kg                   | 2400 kg                   | 2400 kg                                 | 2400 kg                                 |
| Beschleunigung, 0–100 km/h                       | 7,3 s                     | 7,3 s                     | 6,1 s                     | 6,1 s                     | 6,1 s                                            | 6,1 s                                            | 5,3 s                                            | 5,3 s                                            |                           | 9,0 s                     | 9,0 s                     | 7,6 s                     | 7,6 s                     | 5,7 s                     | 5,7 s                     | 5,1 s                                   | 5,1 s                                   |
| elektr. Beschleunigung, 0–100 km/h               | —                         | —                         | —                         | —                         |                                                  |                                                  |                                                  |                                                  | —                         | —                         | —                         | —                         | —                         | —                         | —                         | —                                       | —                                       |
| Höchstgeschwindigkeit                            | 223 km/h                  | 223 km/h                  | 240 km/h                  | 240 km/h                  | 239 km/h                                         | 239 km/h                                         | 239 km/h                                         | 239 km/h                                         |                           | 213 km/h                  | 213 km/h                  | 222 km/h                  | 222 km/h                  | 240 km/h                  | 240 km/h                  | 250 km/h                                | 250 km/h                                |
| elektr. Höchstgeschwindigkeit                    | —                         | —                         | —                         | —                         | 135 km/h                                         | 135 km/h                                         | 135 km/h                                         | 135 km/h                                         | —                         | —                         | —                         | —                         | —                         | —                         | —                         | —                                       | —                                       |
| Kraftstoffverbrauch WLTP auf 100 km , kombiniert | 7,6–8,7 l Super           | 7,6–8,6 l Super           | 8,3–9,2 l Super           | 8,3–9,1 l Super           | 1,5–1,8 l Super                                  | 1,5–1,8 l Super                                  | 1,5–1,8 l Super                                  | 1,5–1,8 l Super                                  |                           | 5,6–6,2 l Diesel          | 5,6–6,1 l Diesel          | 6,3–6,9 l Diesel          | 6,3–7,1 l Diesel          | 8,1–8,8 l Diesel          | 8,1–8,8 l Diesel          | 8,1–8,6 l Diesel                        | 8,1–8,5 l Diesel                        |
| elektrische Reichweite WLTP, kombiniert          | —                         | —                         | —                         | —                         | 58–62 km                                         | 57–62 km                                         | 58–62 km                                         | 57–62 km                                         | —                         | —                         | —                         | —                         | —                         | —                         | —                         | —                                       | —                                       |
| CO2-Emission, WLTP                               | 173–198 g/km              | 173–196 g/km              | 190–209 g/km              | 189–208 g/km              | 35–42 g/km                                       | 35–42 g/km                                       | 35–42 g/km                                       | 35–42 g/km                                       |                           | 146–162 g/km              | 146–161 g/km              | 164–182 g/km              | 165–187 g/km              | 211–231 g/km              | 211–229 g/km              | 213–225 g/km                            | 211–222 g/km                            |
| Abgasnachbehandlung, PM                          | Ottopartikelfilter        | Ottopartikelfilter        | Ottopartikelfilter        | Ottopartikelfilter        | Ottopartikelfilter                               | Ottopartikelfilter                               | Ottopartikelfilter                               | Ottopartikelfilter                               |                           | Dieselrußpartikelfilter   | Dieselrußpartikelfilter   | Dieselrußpartikelfilter   | Dieselrußpartikelfilter   | Dieselrußpartikelfilter   | Dieselrußpartikelfilter   | Dieselrußpartikelfilter                 | Dieselrußpartikelfilter                 |
| Abgasnachbehandlung, NOX                         | —                         | —                         | —                         | —                         | —                                                | —                                                | —                                                | —                                                | —                         | SCR-Katalysator           | SCR-Katalysator           | SCR-Katalysator           | SCR-Katalysator           | SCR-Katalysator           | SCR-Katalysator           | SCR-Katalysator                         | SCR-Katalysator                         |
| Abgasnorm nach EU-Klassifikation                 | Euro 6d-ISC-FCM           | Euro 6e                   | Euro 6d-ISC-FCM           | Euro 6e                   | Euro 6d-ISC-FCM                                  | Euro 6e                                          | Euro 6d-ISC-FCM                                  | Euro 6e                                          |                           | Euro 6d-ISC-FCM           | Euro 6e                   | Euro 6d-ISC-FCM           | Euro 6e                   | Euro 6d-ISC-FCM           | Euro 6e                   | Euro 6d-ISC-FCM                         | Euro 6e                                 |